# 天主教北京总教区
天主教北京总教区，中國官方教會稱為天主教北京教區，是天主教在中国北京市设立的教区，也是今日中国天主教的一个重要教区。主教座堂目前设在西什库天主堂。

## 历史

### 元朝
1289年，教宗尼古拉四世派遣方濟各會会士孟高維諾為欽使，攜國書前往元朝。1294年，孟高維諾抵达元大都（突厥语称汗八里），覲見元成宗，獲准居留大都。1307年，教宗克萊孟五世设立汗八里总教区，任孟高維諾為總主教，統理中國及遠東教務。1328年，享年81岁的孟高維諾在大都去世，继任的歷任主教一直未有到任。但是大都的教友數仍然達到六萬。
1368年，明朝军队攻占大都。1375年，汗八里总教区撤销。

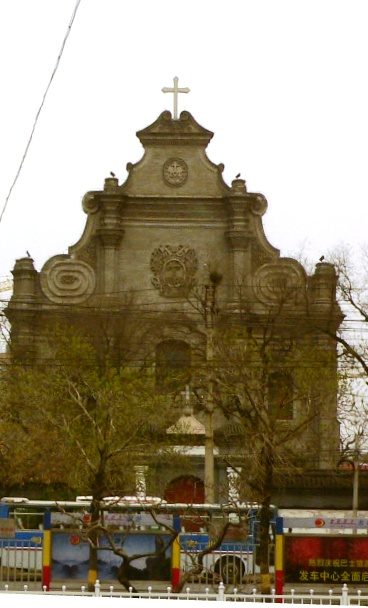
宣武门圣母无原罪堂（南堂）

### 明末
1601年1月24日，利瑪竇带着献给万历帝的礼物抵达北京，获准定居。他在北京结交中国的士大夫，引领其中的一些人信奉天主教。1610年5月11日，利瑪竇在北京去世。

### 清初
1690年4月10日恢复北京教区，从南京代牧区分设。

### 清末
1856年5月30日，北京教区一分为三：直隶北境代牧区（遣使会传教区）、直隶西南代牧区（遣使会传教区）和直隶东南代牧区（耶稣会传教区），1860年，直隶北境代牧区的宗座代牧孟振生进驻北京，直隶西南代牧区的宗座代牧驻扎正定府，直隶东南代牧区的宗座代牧驻扎献县张庄。
1899年，直隶北境代牧区东部的永平府分出，设立直隶东境代牧区。
1900年6月13日，义和团进入北京内城，当天烧燬11所教堂，包括天主教东堂、西堂和南堂。有3200名天主教徒逃入樊国梁主教所在的北堂（西什库天主堂），當時有42名法兵占据。6月15日，义和团开始围攻北堂，直到8月16日解围。
1910年2月14日，从直隶北境代牧区中分出直隶中境代牧区。

### 中华民国大陆时期
1912年4月27日，又从直隶北境代牧区分设直隶海滨代牧区。
1924年12月3日，直隶北境代牧区以主教座堂所在地改名为北京代牧区。
1926年5月10日，口北十县（宣化、万全、龙关、赤城、怀来、阳原、怀安、蔚县、延庆、涿鹿）从北京代牧区分出，成立宣化代牧区。1929年5月25日，从北京代牧区和保定代牧区各分出一部分，成立易县自治区（1935年升为易县监牧区）。
1946年4月11日，教廷在中国废除传教区体制，正式建立圣统制，于是设立正式的北京总教区。62岁的法籍主教满德贻退休，让位于中国籍枢机主教田耕莘（圣言会会士）。1949年，田耕莘离开北京，前往美国芝加哥。

### 中华人民共和国时期
1951年9月16日至17日，北京天主教各界召开了近500人参加的第一届代表会，成立了北京市天主教革新委员会，组织各堂区代表揭发传教士（称为“帝国主义分子”）组织2000人参加圣母军等“罪行”。
1958年，在“献堂献庙”运动中，西什库主教座堂被上缴国家。
1959年，北京教区选举姚光裕为主教，由皮漱石、宗怀谟、皮光裕等主教祝圣，未获教廷承认。
1964年，姚光裕去世。主教座堂设在南堂。
1966年8月，文化大革命开始，北京教区各教堂全部关闭，神职人员遭批斗、遣送劳改营。东堂被八面槽小学占用，西堂被改为仓库。
1979年7月25日，北京教区选举傅铁山为主教，12月21日在南堂祝圣，由常德教区杨高坚主教主礼，张家树、王学明主教襄礼，未获教廷承认。
1980年12月24日，东堂恢复活动。
1985年，西什库教堂重新开堂。
1989年，主徒会士裴尚德被教宗若望保禄二世擢升为北京教区正权主教。因受政府壓制，裴主教和由他祝圣的司铎们始终处于地下状态。
1994年，西堂重新开放。
2001年12月24日，在政府監視下，裴尚德主教在河北省盛星医院安息主怀，享年83岁。
2007年4月20日，傅鐵山去世。2007年7月16日，李山当选北京教区主教，9月21日祝圣，梵蒂岡對他的任命「表示肯定」。
目前教區有51名司鐸，約6萬名教友。

## 歷史範圍及下辖教区
至1949年底，北京總教區範圍包括河北省長城以南及察哈爾省外長城以南部分。除下轄各其它教區以外，北京總教區還直接管轄北京市及河北省宛平、大興、通縣、房山、良鄉、昌平、順義、平谷、密雲、懷柔、三河、香河、薊縣、寶坻、武清、寧河、安次、永清、固安、霸縣、新鎮、文安、大城、涿縣（除飛地野三坡一帶就近歸入易縣監牧區）等24縣，與清末順天府轄區基本一致。
文革前，北京总教区辖12个教区，1个监牧区。改革开放恢复宗教活动后，北京教区不再承担总教区职能，原北京总教区所辖各教区已各自独立。
- 天主教正定教区
- 天主教献县教区
- 天主教永平教区
- 天主教保定教区
- 天主教天津教区
- 天主教宣化教区
- 天主教安国教区
- 天主教赵县教区
- 天主教永年教区
- 天主教顺德教区
- 天主教大名教区
- 天主教景县教区
- 天主教易县监牧区
- 天主教承德教区

## 首牧

### 聖座认可
汗八里总教区总主教：
1. 孟高维诺（Patriarch Giovanni da Montecorvino,O.F.M .，1307年－1328年，兼东方宗主教）
  - 吾珥立克（Archbishop Ulrico da Seyfridsdorf / Ulric Von Seyfridsdorf, O.F.M. 后改为主教，1307?年－1308年）
  - 尼古老（Archbishop Nicolò da Banzia, O.F.M. ，后改为主教Bishop，1307?年－1308年）
  - 安特留基（Archbishop Andreuccio da Assisi, O.F.M. ，后改为主教Bishop，1307?年－1308年）
  - 傑刺兒（哲樂篤，Bishop Gerard Albuini / Gerardo Albuini, O.F.M.，1307?年－1308年）
  - 別烈格里努思（柏萊立，Bishop Peregrinus da Castello / Peregeino da Castello, O.F.M.，1307?年－1308年）
  - 安德律（安德烈，Bishop Andre de Perusio / Audrea da Perugia, O.F.M.，1307?年－1308年）
  - 古列鲁摩（Bishop Archbishop Guglielmo da Villanova, O.F.M.，1307?年－1308年）
2. 尼古拉（Archbishop Nicolas da Botras, O.S.F.，1333年－1338年）
3. 古列鲁摩（Archbishop Guglielmo da Villanova, O.F.M.，1370?年－?）

北京教区主教：
1. 伊大仁（伊大任，Bishop Bernardinus della Chiese, O.S.F.，1696年－1721年）
2. 康和之（康和子，Carolus Orazi di Castorano, O.F.M.，1721年－1725年，代理）
3. 陶来斯（Francois de la Purification, O.S.F.，1725年－1734年）
4. 索智能（Bishop Polycarpe de Souza, S.J.，1740年－1757年）
5. 安德义（安泰，Bishop Damascenus Salutti, O.S.A.，1778年－1781年）
6. 汤士选（Bishop Alexander de Gouvea, O.S.F.，1782年－1808年）
7. 李拱臣（李拱辰，Jóse Nunes Ribeiro，1808年－1826年，代理）
8. 沙賴華（Bishop Joaquim da Souza Saraiva, C.M.，1808年－1818年，未到任）
9. 高守谦（Fr. Verissimo Monteiro da Serra, C.M.，1818年－1826年，未到任）
10. 毕学源（Bishop Cayetano Pires Pireira, C.M.，1826年－1838年，南京教区主教兼任教區署理）
11. 赵若望（Bishop Jean de Franca Castro e Moura, C.M.，1838年－1846年，教區署理）
12. 孟振生（Bishop Joseph-Martial Mouly, C.M.，1846年－1856年，教區署理）

直隶北境宗座代牧区宗座代牧：
1. 孟振生（Bishop Joseph-Martial Mouly, C.M.，1856年－1868年）
2. 苏凤文（苏发旺，Bishop Edmond-François Guierry, C.M.，1868年－1870年）
3. 田嘉璧（田类斯，Bishop Louis-Gabriel Delaplace, C.M.，1870年－1884年）
4. 戴世济（戴济世，Bishop François-Ferdinand Tagliabue, C.M.，1884年－1890年）
5. 都士良（Bishop Jean-Baptiste-Hippolyte Sarthou, C.M.，1890年－1899年）
6. 樊國樑（Bishop Pierre-Marie-Alphonse Favier, C.M.，1899年－1905年）
7. 林懋德（Bishop Stanislas-François Jarlin, C.M.，1905年－1924年）

北京宗座代牧区宗座代牧：
1. 林懋德（Bishop Stanislas-François Jarlin, C.M.，1924年－1933年）
2. 满德贻（Bishop Paul-Leon-Cornelius Montaigne, C.M.，1933年－1946年）

北京总教区总主教：
1. 田耕莘（Cardinal Thomas Tien-ken-sin, S.V.D.，1946年－1948年）
  1. 赵振声（圣名方济各·沙勿略，1948－1953；獻縣教區主教兼任宗座署理)
2. 裴尚德（Archbishop Matthias Pei Shang-de, C.D.D.，1989年－2001年，秘密祝圣）
3. 李山（Archbishop Joseph Li Shan，2007年－，获宗座任命，政府認可）
  1. 甄學斌蒙席 (Coadjutor Archbishop Monsignor Matthew Zhen Xuebin, 2024年－，助理總主教)

### 1959年后中国政府认可
北京教区主教（自选自圣）
1. 姚光裕（Archbishop Joseph Yao Guang-yu, C.M.，1959年－1964年；自选自圣，后未获宗座认可）
2. 傅铁山（Archbishop Michael Fu Tie-shan，1979年－2007年；自选自圣，后未获宗座认可）
3. 李山（Archbishop Joseph Li Shan，2007年－；获宗座任命，政府認可）

## 信徒
1949年，北京教区信徒为215,915人。目前，教区约有6万名教友（平信徒）。

## 堂区

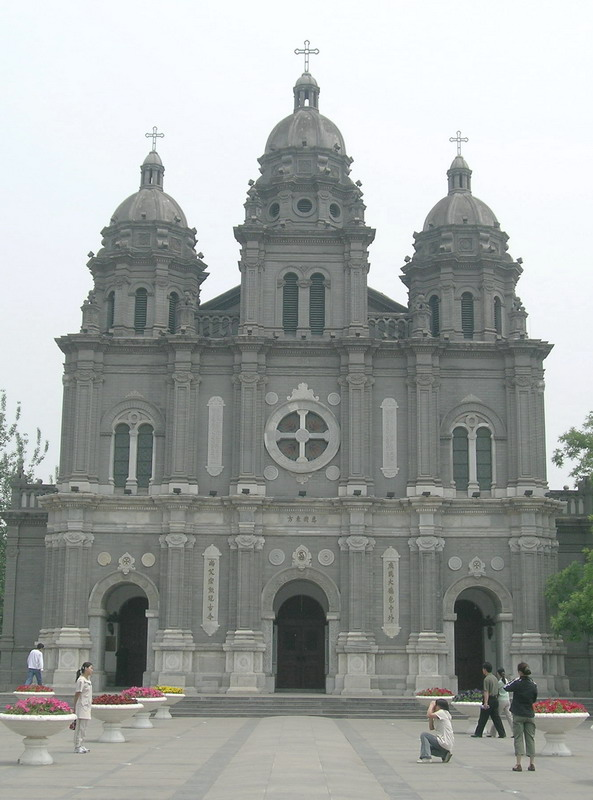
王府井若瑟堂

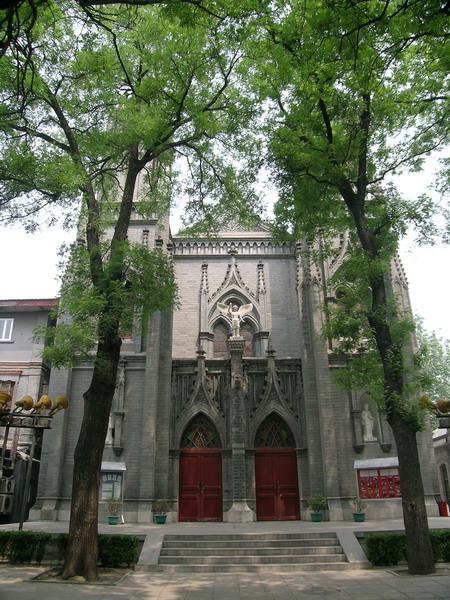
东交民巷圣弥额尔堂

截至2016年，北京教区下属的堂区共有37个：
- 宣武门圣母无染原罪堂（南堂）
- 西什库救世主堂（北堂，主教座堂）
- 王府井圣若瑟堂（东堂）
- 西直门圣母圣衣堂（西堂）
- 东交民巷圣弥额尔堂
- 南岗子圣德肋撒堂
- 东管头天主全能堂
- 长辛店玫瑰圣母堂
- 后八家圣弥额尔堂（北京天主教神哲学院堂区）
- 正福寺基督君王堂
- 西胡林圣母无染原罪堂（同时负责黄村祈祷所）
- 求贤天主堂
- 牛坊耶稣圣心堂（同时负责采育祈祷所）
- 龙庄圣母无染原罪堂
- 牛牧屯圣若瑟堂（同时负责王庄祈祷所）
- 贾后疃圣母无染原罪堂
- 永宁耶稣圣心堂（原属天主教宣化教区）
- 曹各庄圣心堂
- 后桑峪耶稣圣心堂
- 燕子口天主堂
- 十三陵圣沙勿略堂（昭陵祈祷所）
- 平房耶稣君王堂
- 立教露德圣母堂
- 石景山露德圣母堂（石景山祈祷所）
- 双埠头、六合村祈祷所
- 通州圣方济各堂（通州祈祷所）
- 金星、西红门、宋庄祈祷所
- 亦庄圣若望堂（亦庄祈祷所）
- 西北旺圣若瑟堂（西北旺祈祷所）
- 白家疃圣母圣心堂（白家疃祈祷所）
- 顺义天主堂（顺义祈祷所）
- 西三旗圣若瑟堂（西三旗祈祷所）
- 天通苑天主堂（天通苑祈祷所）
- 平谷祈祷所
- 菜户营祈祷所
- 小武基祈祷所
- 望京祈祷所

## 修院
- 北京天主教神哲学院[6]

## 教区机构
截至2016年，北京教区内设机构有：
- 天主教北京教区神学办公室
- 天主教北京教区房产办公室
- 天主教北京教区婚姻协调委员会

北京教区外事工作不设专门机构，由专职神父负责。
北京教区参加了赴深圳牧灵工作，定期派出神父到天主教深圳圣安多尼堂等处任职。2011年2月赴深圳牧灵的司铎有冯国新神父、孙永书神父、韩斌国神父、孙徐森神父、张继恒神父。2014年赴深圳牧灵的司铎有刘谦逊神父。2016年3月赴深圳牧灵的司铎有刘永斌神父、庞文贤神父、刘保卫神父、高通神父。